# Herman-François Delange
Pour les articles homonymes, voir Delange.
Herman-François Delange, né le 2 juin 1715 à Liège et mort le 27 octobre 1781 , est un violoniste et compositeur de la principauté de Liège.

## Biographie
Delange est né à Liège et y commence sa formation musicale à la maîtrise de la collégiale Saint-Martin-en-Mont dès 1723. Il entre ensuite au collège des Jésuites et y étudie le violon, très probablement avec François Grétry, le père d'André Grétry. Élève talentueux, il obtient une bourse de la Fondation Lambert Darchis pour poursuivre dès 1741 ses études au collège liégeois à Rome. Les archives de cette fondation ayant été détruites lors de la révolution liégeoise de 1795, on sait peu de choses de ce séjour en Italie. Il étudie le contrepoint et la fugue auprès de Giovanni Battista Costanzi puis se rend probablement à Naples.
À la lecture de ses sonates op.1, on constate une influence de Giuseppe Tartini, notamment dans ses formules ornementales et son utilisation des doubles cordes au violon.
De retour à Liège, Delange est engagé comme premier violoniste à la maîtrise de la collégiale de Saint-Martin-en-Mont. À partir de 1762, et jusqu'à sa mort en 1781, il est premier violoniste à la collégiale Saint-Paul et offre ses services aux autres collégiales pour des jours fériés.
Delange était un des plus importants compositeurs liégeois de cette époque de transition entre le baroque et le classicisme. Il laisse une œuvre de style galant avec un réel talent mélodique. Ses sonates pour violon ou flûte et basse continue sont très virtuoses et débordent d'ornements, tandis que ses sonates en trio n'ont pas de difficultés techniques. Toutes ses nouvelles parutions s'adressaient probablement aux amateurs de musique de la ville et furent annoncées dans la gazette de Liége. Ses œuvres religieuses n'ont probablement plus été jouées en public, jusqu'à nos jours.

## Son œuvre

### Musique instrumentale
- op.1 VI Sonate a violino solo e basso da camera di Ermanno Fco di Liegi, opera prima.

Aussi pour la flûte traversière : sous le titre de la première sonate, se trouvent les explications précises concernant l'exécution de ces sonates avec la flûte
- op.6 Sei Overture a duoi violini, alto viola, basso continuo e duoi corni ad libitum, Liège, Benoît Andrez
- op.8 VI sonate a due violini e basso del signor E.F.Delange di Liegi, Paris, Le Clerc
- Les op.7, 9 et 10 ont disparu. C'étaient trois recueils de six symphonies.
- Sei Sonate a tre strumenti, Violino primo o flauto,Violino secondo e Basso, del Signore E.F.Delange

### Musique vocale
- Un opéra Le Riche malheureux et le réformateur des mœurs de ce siècle (1763)
- Un opéra comique Nicette, ou l'école de la vertu (1776)
- Une trentaine d'airs, duos, trios et quatuors
- Le Rossignol ou Journal de chansons contenant des ariettes, vaudevilles, rondeaux et airs à boire avec la basse continue, parution mensuelle durant les années 1765 et 1766.

### Musique sacrée
Une petite dizaine de messes, quelques motets et psaumes, conservés à la Bibliothèque du Conservatoire royal de Liège, dans le Fonds Terry.

## Discographie
- Ouverture pour cordes et continuo - Pièces pour le clavecin: Andante, Allegro Sinfonia pour cordes et continuo, Sonate pour violon et continuo Quatuor à cordes, Sonate à trois, pour cordes et continuo:  Interprètes José Quitin - Les Solistes de Liège - Hubert Schoonbroodt et le Quatuor municipal de Liège Henri-Emmanuel Koch. BD3609 (LP) [1]
- Quatre des sonates op.1 et de deux des Sei Sonate a tre strumenti par l'ensemble Solstice, collection Musica Ficta chez Pavane Records 2011]